# Viktor Rintelen

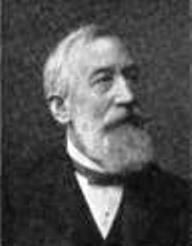
Viktor Rintelen

Viktor Rintelen (* 17. August 1826 in Wesel; † 20. September 1908 in Berlin) war ein deutscher Jurist und Politiker der Zentrumspartei.

## Familie und Ausbildung
Er stammte aus einer seit dem 14. Jahrhundert in Herford ansässigen Familie von Ratsherren und Juristen. Sein Vater Wilhelm Rintelen (1797–1869) war 1848/49 preußischer Justizminister gewesen. Er selbst heiratete 1853 Mathilde (geb. Westphal). Mit ihr hatte er vier Söhne und eine Tochter. Einer der Söhne war der Generalleutnant Wilhelm von Rintelen.
Rintelen besuchte die Gymnasien in Halberstadt und Berlin. Er studierte Rechts- und Staatswissenschaften in Berlin und Heidelberg. Dabei wurde er 1845 Mitglied der Alten Burschenschaft Germania Berlin und er war 1846 Mitgründer der Alten Heidelberger Burschenschaft Franconia.

## Beruf
Im Jahr 1852 trat er in den preußischen Justizdienst ein. Im Jahr 1855 war er am Dortmunder Kreisgericht zunächst als Hilfs- und dann als Kreisrichter tätig. In den Jahren 1858 und 1859 wurde er beurlaubt. In dieser Zeit war Rintelen Leiter der Bochum-Herner Eisenbahn. Seit 1865 arbeitete er an einem Gericht in Schwelm und wurde 1867 nach Rügen und 1871 an das Appellationsgericht in Hamm versetzt.
Daneben war Rintelen zwischen 1863 und 1865 Vorsitzender des Gesamtkomitees für den Rhein-Weserkanal für den Bereich Dortmund. Außerdem machte er sich als juristischer Autor einen Namen.
Im Jahr 1877 wurde er an das Berliner Obertribunal gerufen. Bei Reform der Justizorganisation wurde er 1879 an das Kammergericht versetzt. Kurze Zeit später wurde er in die Hilfssenate beim Reichsgericht in Leipzig berufen.
Als er sich als Katholik weigerte, nebenamtlich in den im Zuge des Kulturkampf gegründeten Gerichtshof zur Aburteilung von Geistlichen einzutreten, wurde er an das Kammergericht zurückversetzt. Dort war Rintelen seit 1881 als Oberlandesgerichtsrat im Range eines Geheimen Oberjustizrates tätig. Daneben gehörte er dem preußischen Gerichtshof zur Klärung von Kompetenzkonflikten zwischen den Staatsorganen an. Er gehörte auch der Kommission zur Reform des Strafprozesses an.

## Politik
Anfangs neigte er politisch trotz seiner katholischen Konfession zum Liberalismus und stand der katholischen Fraktion im Preußischen Abgeordnetenhaus der 1850er Jahre ablehnend gegenüber. Dies änderte sich unter dem Eindruck des Kulturkampfes und Rintelen wurde zu einer wichtigen Persönlichkeit innerhalb der Zentrumspartei.
Rintelen hatte bereits 1862 vergeblich für ein Mandat des Preußischen Abgeordnetenhauses kandidiert. In einer Nachwahl am 12. Juni 1883 wurde er in das Abgeordnetenhaus gewählt, in dem er bis zum Verlust seines Mandates am 29. März 1887 den Wahlkreis Regierungsbezirk Koblenz 2 (Altenkirchen – Neuwied vertrat. Bereits im Herbst des gleichen Jahres wurde er in einer Nachwahl erneut in das Preußische Abgeordnetenhaus gewählt, dieses Mal für den Wahlkreis Regierungsbezirk Aachen 2 (Eupen sowie Stadt- und Landkreis Aachen). Dem Parlament gehörte Rintelen bis April 1908 an. Bereits 1884 wurde er Mitglied im Reichstag, dem er bis 1907 angehörte.
In beiden Parlamenten spielte er in den Fraktionen als juristischer Experte eine wichtige Rolle. Besonders in der Schulfrage tat sich Rintelen hervor. Er gehörte zu den Verteidigern der konfessionellen Volksschule und deren enger Anbindung an die Kirche.
In den Jahren 1900 bis 1908 gehörte er im Abgeordnetenhaus dem Fraktionsvorstand seiner Partei an. Im Reichstag war er von 1893 bis 1907 im Fraktionsvorstand.

## Schriften (Auswahl)

### Juristische Schriften
- Über den Einfluß neuer Gesetze auf die zur Zeit ihrer Emanation bestehenden Rechtsverhältnisse (1877) Digitalisat
- Systematische Darstellung des gesamten neuen Prozeßrechts in seiner Gestaltung für die ordentlichen Gerichte des preußischen Staates (4 Bde., 1881–83),
- Zwangsversteigerung und Zwangsverwaltung (1888)
- Gerichtsverfassung und Justizverwaltung. Systematisch bearbeitet für die ordentlichen Gerichte des preußischen Staates (1889)
- Das Konkursrecht (1890)
- Der Civilprozeß. Systematisch bearbeitet. für die ordentlichen Gerichte des preußischen Staates und für das Reichsgericht auf Grund der Reichsgesetzgebung und der Preußischen Landesgesetzgebung, sowie der Vorschriften der preußischen Landesjustizverwaltung (1891) Digitalisat
- Der Strafprozeß (1891)

### Kirchen- und Schulpolitik
- Die kirchenpolitischen Gesetze Preußens und des Deutschen Reichs (1886),
- Die kirchenpolitischen Gesetze Preußens und des Deutschen Reichs in ihrer Gestaltung nach dem Abänderungsgesetze vom 29. April 1887 (1887)
- Das Verhältnis der Volksschule Preußens zu Staat und Kirche (1888),
- Der Volksschulgesetzentwurf des Ministers Grafen von Zedlitz-Trützschler (1893)
- Die Volksschule Preußens in ihrem Verhältnis zu Staat und Kirche nach Erlaß des Volksschulunterhaltungsgesetzes v. 28. Juli 1906 (1908)